# Eclipse lunar de 10 de janeiro de 2020
| Eclipse Lunar Penumbral 10 de janeiro de 2020 | Eclipse Lunar Penumbral 10 de janeiro de 2020 |
| --- | --------------------------------------------- |
| O eclipse visto de Colombo, Sri Lanka - 19:03 UTC. |                                               |
| A Lua sendo em boa parte coberta pela região norte da penumbra terrestre, de oeste para leste (da direita para a esquerda), tornando o sul do disco lunar um pouco mais escurecido. |                                               |
| Saros (e membro) | 144 (16 de 71)                                |
| Sequência de eclipses lunares |                                               |
| Anterior | 16 de julho de 2019                           |
| Próximo | 5 de junho de 2020                            |
| Duração |                                               |
| Penumbral | 04h 04min 34seg                               |
| Fases e Horários do Eclipse |                                               |
| P1 | 17:07 UTC                                     |
| Máximo | 19:09                                         |
| P4 | 21:12                                         |

O eclipse lunar de 10 de janeiro de 2020 foi um eclipse penumbral, o primeiro de quatro eclipses lunares do ano. Teve magnitude penumbral de 0,8956.

## Série Saros
Eclipse pertencente ao ciclo lunar Saros de série 144, sendo este o décimo sexto de um total de 71 eclipses. O eclipse anterior da série foi em 30 de dezembro de 2001, e o próximo da série será em 21 de janeiro de 2038

## Visibilidade
Será visível na Europa, África, Ásia, Austrália e em uma pequena região do nordeste do Brasil.
| Região do planeta onde o eclipse será visível durante o máximo da totalidade - 19:09 UTC. |
| Mapa de visibilidade do eclipse.                                                          |

## Galeria

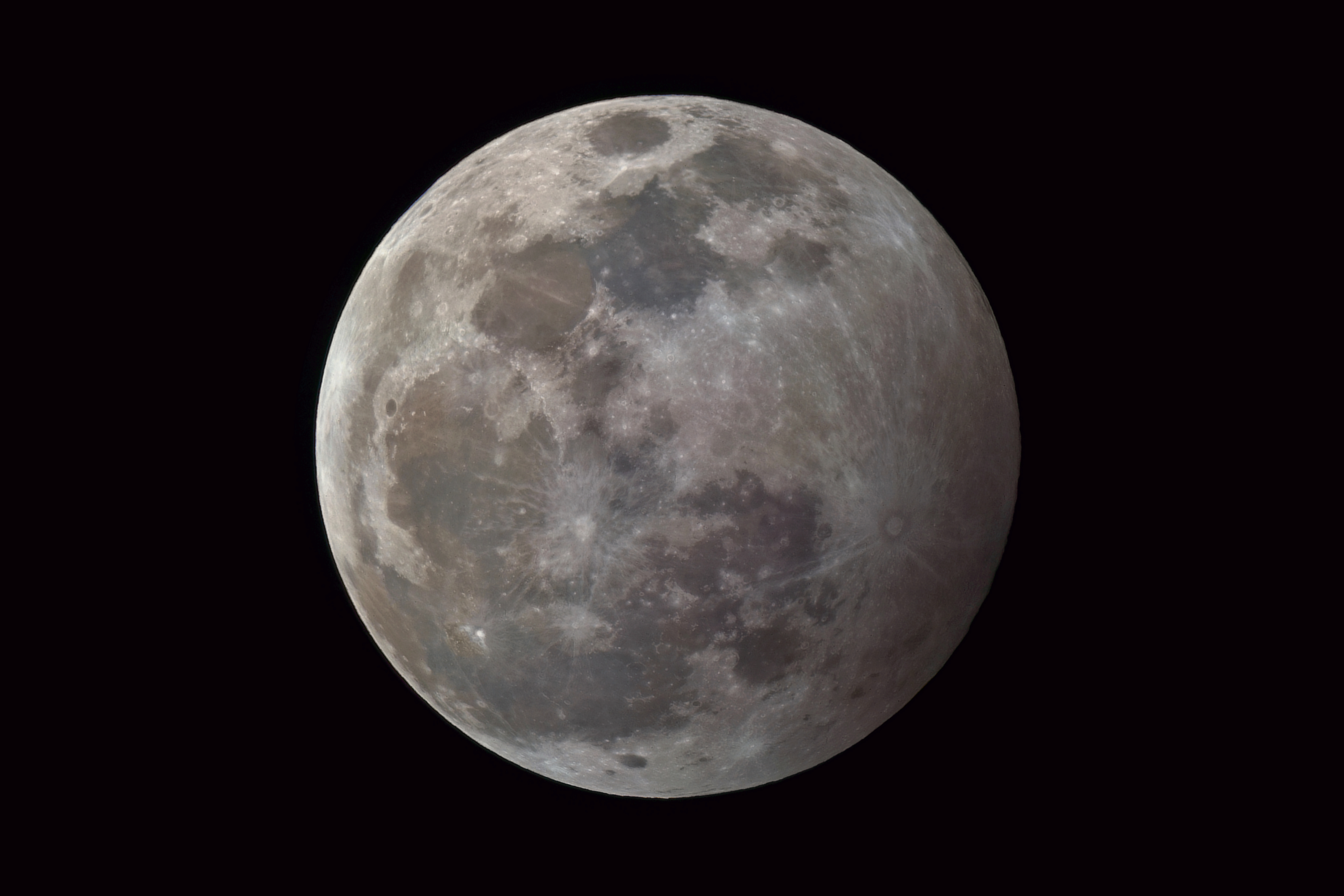
Oria, Itália, 18:09 UTC
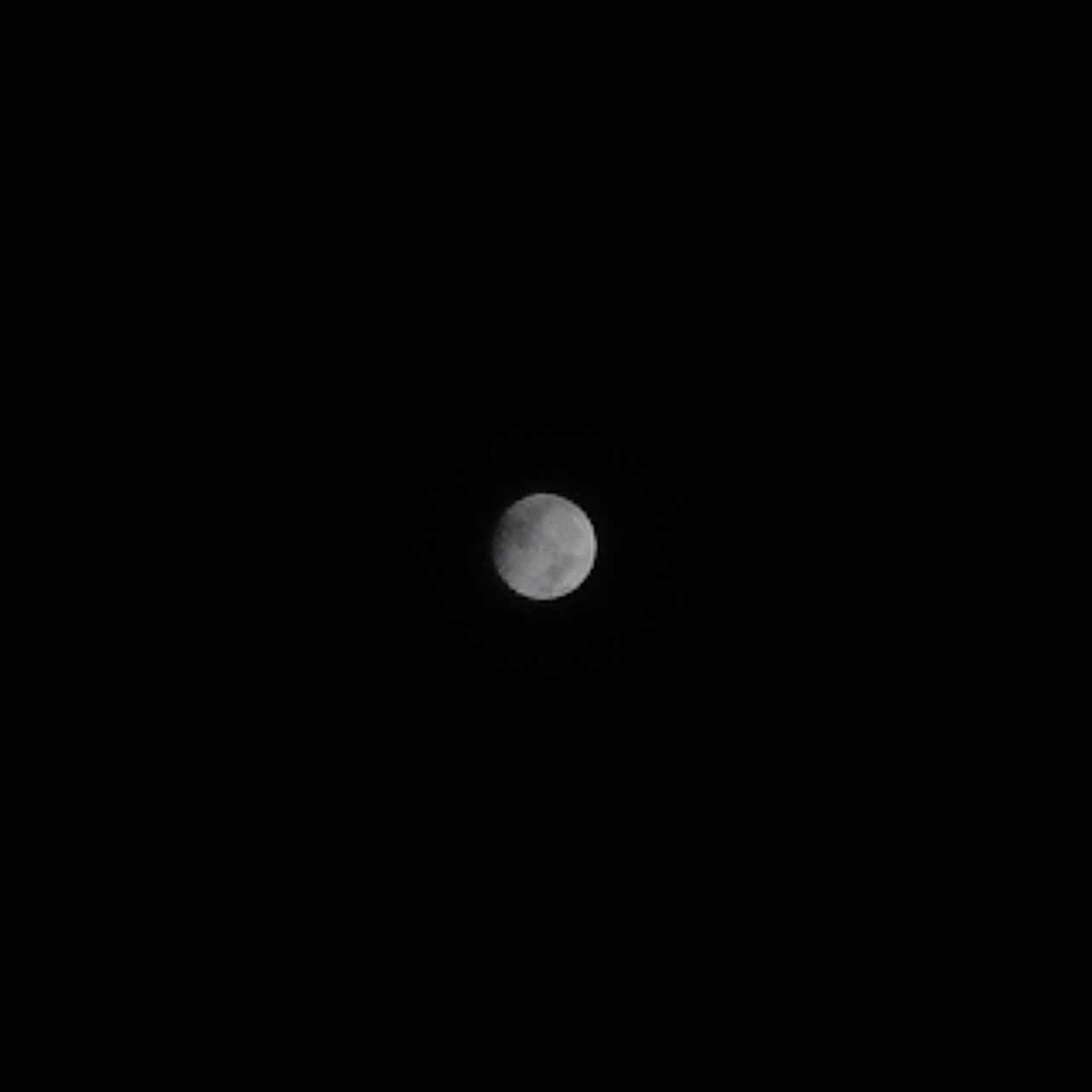
San Jose del Monte, Filipinas, 18:47 UTC
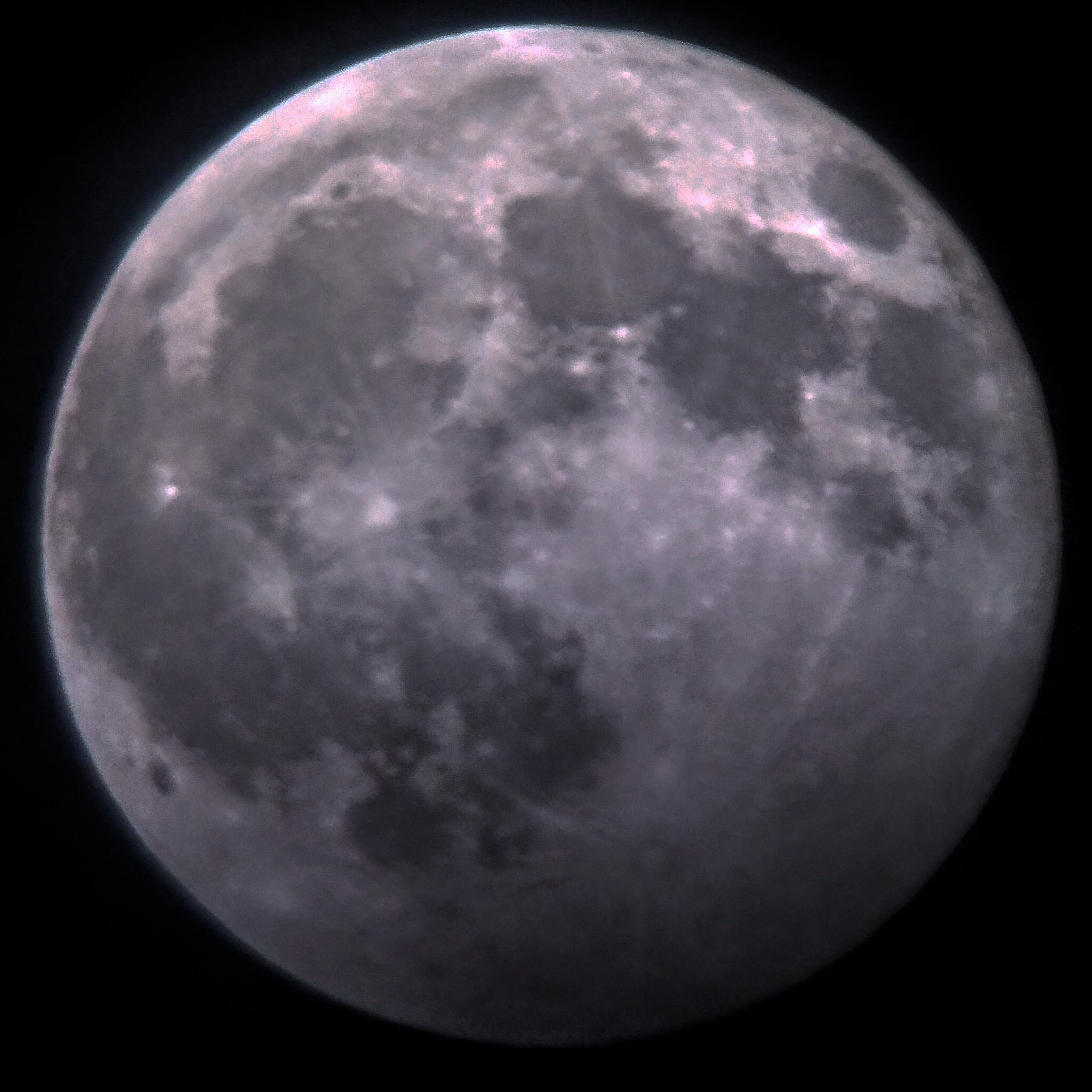
Ham, Bélgica, 19:08 UTC
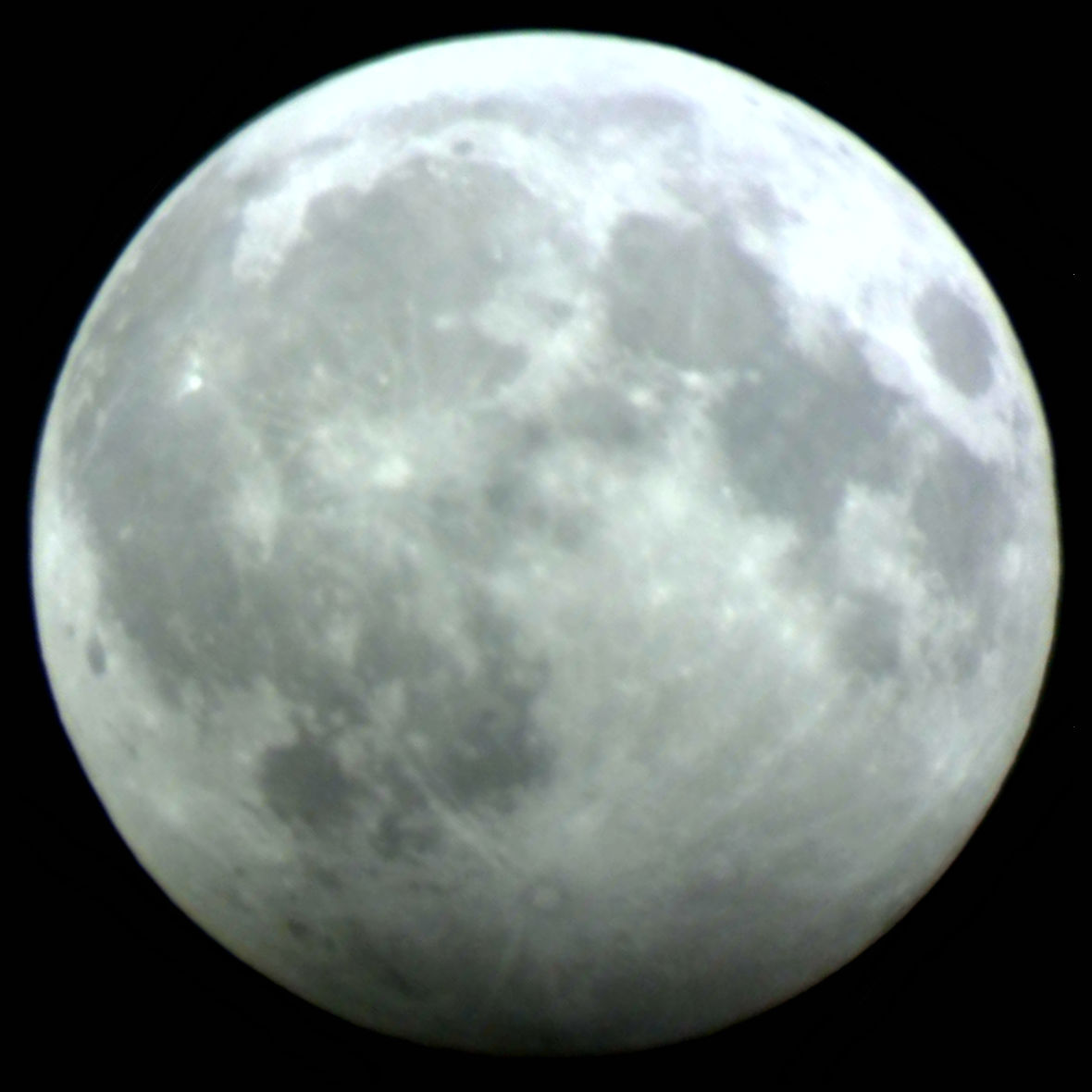
Tilehurst, Reino Unido, ~19:30 UTC
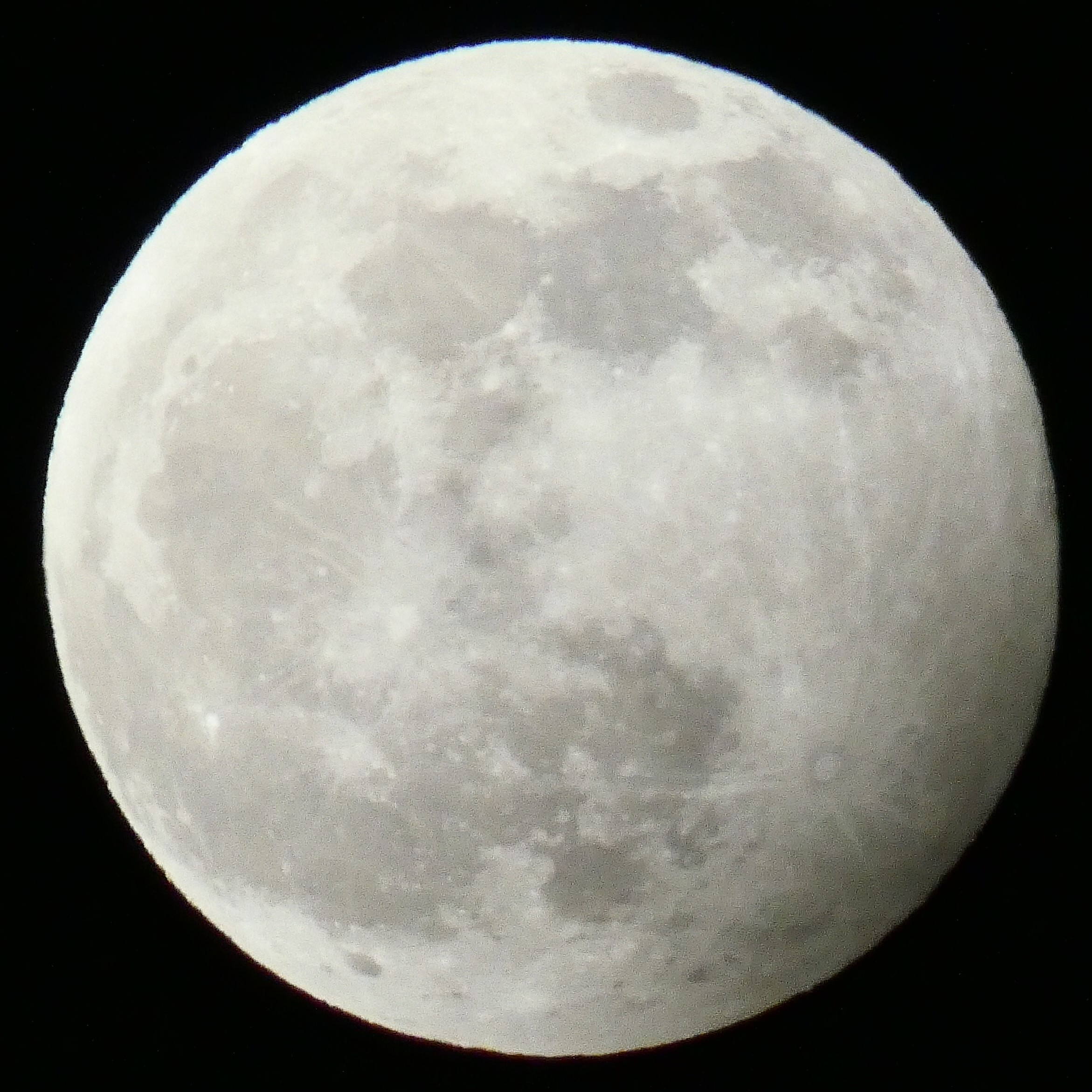
Pamplona, Espanha, 20:20 UTC